# Louesme
Louesme ist eine französische Gemeinde mit 113 Einwohnern (Stand 1. Januar 2022) im Département Côte-d’Or in der Region Bourgogne-Franche-Comté. Sie gehört zum Kanton Châtillon-sur-Seine und zum Arrondissement Montbard.

## Geografie
Die vormalige Route nationale 396 führt über Louesme.
Nachbargemeinden sind Montigny-sur-Aube im Norden, La Chaume im Osten, Voulaines-les-Templiers im Südosten, Vanvey im Süden, Maisey-le-Duc und Villotte-sur-Ource im Südwesten sowie Courban im Westen.

## Bevölkerungsentwicklung
| Jahr                       | 1962 | 1968 | 1975 | 1982 | 1990 | 1999 | 2008 | 2015 |
| -------------------------- | ---- | ---- | ---- | ---- | ---- | ---- | ---- | ---- |
| Einwohner                  | 176  | 155  | 137  | 124  | 121  | 111  | 116  | 104  |
| Quellen: Cassini und INSEE |      |      |      |      |      |      |      |      |